# Duplicació cromosòmica

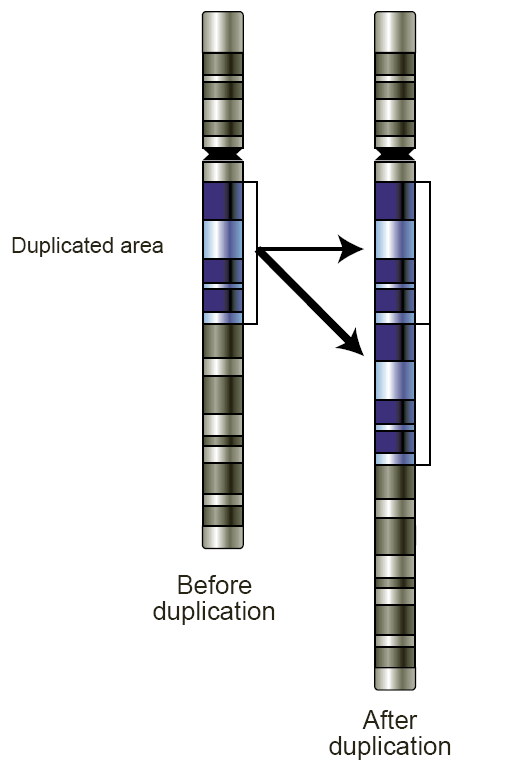
Representació esquemàtica d'una regió d'un cromosoma abans i després d'una duplicació

La duplicació gènica (o duplicació cromosòmica o amplificació gènica) és un mecanisme important mitjançant el qual es genera material genètic nou durant l'evolució molecular. Es pot definir com qualsevol duplicació d'una regió d'ADN que conté un gen. Les duplicacions de gens poden sorgir com a producte de diversos tipus d'errors en la maquinària de replicació i reparació de l'ADN, així com a través de la captura fortuïta per part d'elements genètics egoistes. Les fonts habituals de duplicacions de gens inclouen la recombinació ectòpica, l'esdeveniment de retrotransposició, l'aneuploïdia, la poliploïdia i el lliscament de la replicació.